# Herbitzheim (Bas-Rhin)

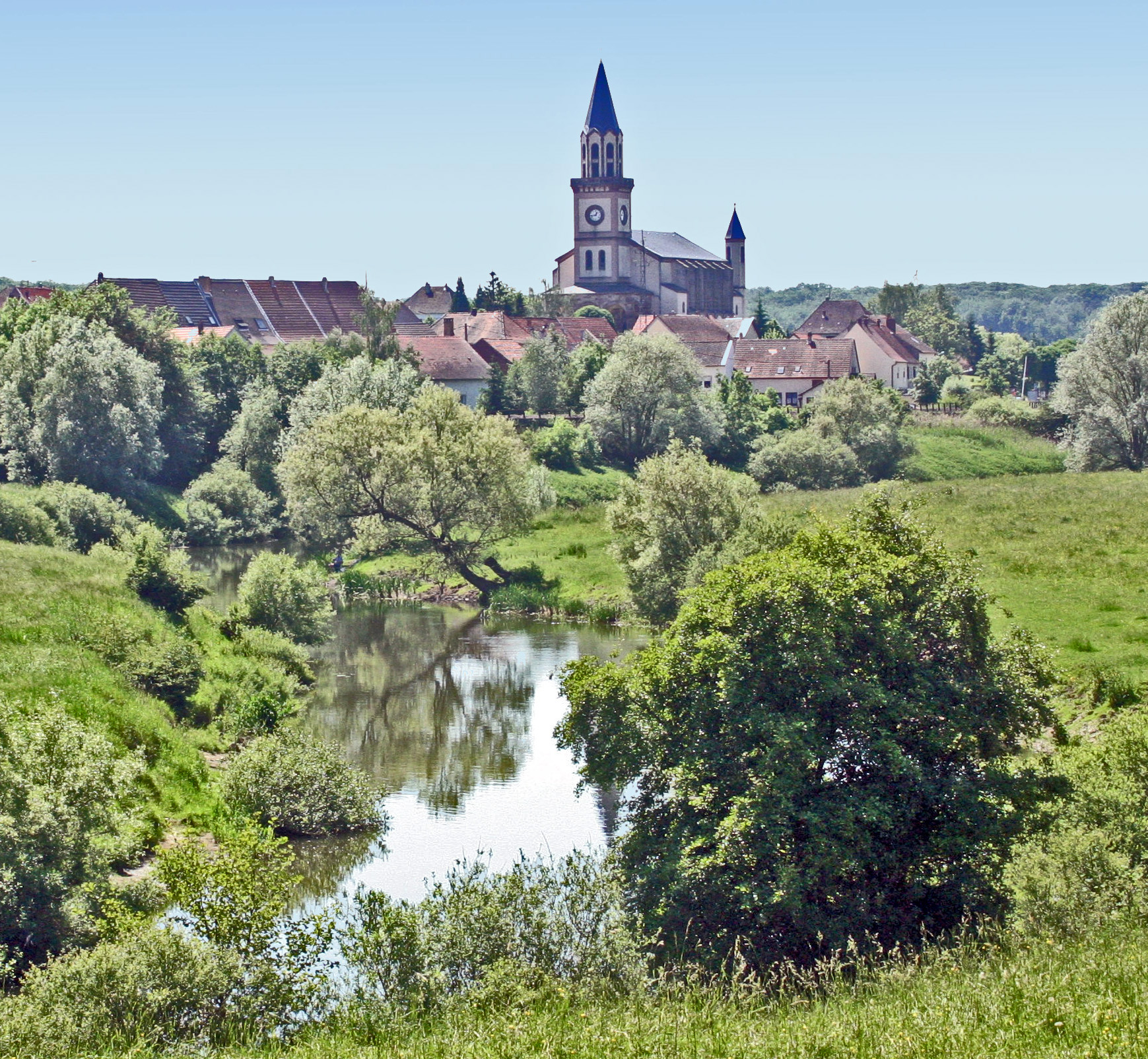
Kirche Mariä Geburt

Herbitzheim ist eine französische Gemeinde mit 1842 Einwohnern (Stand 1. Januar 2021) im Département Bas-Rhin in der Region Grand Est (bis 2015 Elsass). Herbitzheim gehört zum Kanton Ingwiller.

## Lage
Herbitzheim liegt im Norden des Krummen Elsass am Saarkanal und der Bahnstrecke Kalhausen–Sarralbe. Auf der Gemarkung der Gemeinde befindet sich die Mündung der Eichel in die Saar.
Die Nachbargemeinden im Kanton Ingwiller sind Siltzheim im Norden, Oermingen im Südosten und Keskastel im Süden. Im Osten und Westen grenzt Herbitzheim an das Arrondissement Sarreguemines im Département Moselle.

## Geschichte
870 gehörte die Benediktinerinnenabtei „Heribodesheim“ mit ihren Besitzungen zu den Gebieten, die im Vertrag von Meerssen dem neuen Reich Ludwigs des Deutschen zugeteilt wurden. Das ist die erste urkundliche Erwähnung des Ortes (Regesta Imperii I., Nr. 1480). 
Die zweite Urkunde wurde 908 von König Ludwig dem Kind unterschrieben; sie bestätigte dem Bischof von Lüttich (Liège) den Besitz der Abtei (Regesta Imperii I., Nr. 2048). 
Im Bauernkrieg 1525 spielte der „Herbitzheimer Haufen“ eine nennenswerte Rolle. Er erhielt seinen Namen, weil die Bauern des Bliesgaus und der oberen Saar nach Herbitzheim gekommen waren, um sich zu sammeln. Von hier zogen sie nach Zabern, um dem Bauernführer Erasmus Gerber zu Hilfe zu eilen. Die meisten kamen bei diesem Vorhaben ums Leben.
Das Kloster bestand bis 1544. In diesem Jahr übertrug die letzte Äbtissin den Klosterbesitz an die Grafen von Nassau-Saarbrücken. Nach einem Vertrag mit dem Herzog von Lothringen 1581, in dem dieser seine Rechte an Herbitzheim aufgab, verblieb der Besitz bis zur französischen Revolution bei den Grafen von Saarbrücken.

## Wappen
Wappenbeschreibung: In Schwarz zwei gekreuzte silberne Schlüssel mit den Bärten zum Schildhaupt gerichtet und nach außen zeigend. 

## Bevölkerungsentwicklung
| Jahr      | 1962 | 1968 | 1975 | 1982 | 1990 | 1999 | 2007 | 2012 | 2014 |
| Einwohner | 1739 | 1850 | 1814 | 1834 | 1894 | 1832 | 1913 | 1886 | 1861 |

## Persönlichkeiten
- Albert Ehrhard (1862–1940), katholischer Priester, Professor für Kirchengeschichte in Würzburg, Freiburg, Wien, Straßburg und Bonn, bekannter Autor kirchengeschichtlicher Bücher